# مارتا تيري غونزاليس
مارتا تيري غونزاليس هي أمينة مكتبة كوبية، ولدت في 7 مايو 1931 في كوبا، وتوفيت في 18 يونيو 2018 في هافانا في كوبا.